# Eisenbahnunfall von Aßling
Der Eisenbahnunfall von Aßling war ein Auffahrunfall, der sich am 16. Juli 1945 gegen 21:40 Uhr auf der Bahnstrecke München–Rosenheim zwischen den Bahnhöfen von Aßling und Grafing bei Elkofen bei km 43,2 ereignete. Mindestens 102 Menschen starben.

## Ausgangslage
Kriegsbedingt waren die Bahnanlagen in Deutschland im Sommer 1945 noch stark beschädigt, automatische Zugsicherungen funktionierten nur noch teilweise und der Eisenbahnbetrieb wurde improvisiert. Die Züge fuhren dann mit schriftlichem Fahrbefehl aufgrund telefonischer Absprachen der jeweils benachbarten Fahrdienstleiter. Für den Abschnitt der Strecke, auf dem sich der Unfall ereignete, war im Stellwerk des Bahnhofs Aßling (Oberbay) ein US-amerikanischer Transportoffizier als Fahrdienstleiter tätig.
Am Unfalltag war ein Zug, der mit etwa 1200 deutschen Kriegsgefangenen aus dem US-amerikanischen Kriegsgefangenenlager bei Bad Aibling besetzt war, auf der Strecke von Rosenheim nach München unterwegs. Das eigentliche Ziel des auf insgesamt drei Tage veranschlagten Transports war Hannover, wo die aus dem Rheinland und Westfalen stammenden Deutschen aus der Kriegsgefangenschaft und zur Rückkehr in ihre Heimatorte entlassen werden sollten. Der Zug bestand aus älteren Personenwagen mit hölzernem Aufbau. Seine Lokomotive der Baureihe E 75 blieb wegen eines Maschinenschadens zwischen Aßling (Oberbay) und Grafing Bahnhof auf freier Strecke liegen.
Diesem ersten Zug folgte ein Güterzug der US-Army, mit Panzern beladen und von der Elektrolokomotive E 94 159 gezogen.

## Unfallhergang
|  | Dieser Artikel wurde aufgrund von akuten inhaltlichen oder formalen Mängeln auf der Qualitätssicherungsseite des Portals Bahn eingetragen. Bitte hilf mit, die Mängel dieses Artikels zu beseitigen, und beteilige dich bitte an der Diskussion. Artikel, die nicht signifikant verbessert werden, können gelöscht werden. |

Der US-Transportoffizier im Stellwerk von Aßling (Oberbay) hatte vermutlich den Personenzug vergessen, der Aßling durchfahren hatte, aber auch Grafing Bahnhof zunächst hätte passieren müssen, ehe der nächste Zug diesen Abschnitt befahren dürfte.  Vielmehr gab er die Strecke für den nachfolgenden Güterzug frei, ohne die Rückmeldung aus Grafing Bahnhof abzuwarten. Dieser fuhr auf den liegengebliebenen Personenzug von hinten auf.

## Folgen
Ein großer Teil der hölzernen Personenwagen wurde durch den Aufprall zerstört. Die genaue Zahl der Opfer ist unbekannt, Angaben schwanken – je nach Quelle – zwischen 102 und 110 getöteten Passagieren, darunter auch ein US-amerikanischer Soldat als Angehöriger der Bewachungsmannschaft.

## Gedenkstätte
96 Opfer des Unglücks wurden in Oberelkofen, etwa drei Kilometer von der Unglücksstelle entfernt, auf einer Kriegsgräberstätte beigesetzt. 4 der 96 dort begrabenen Opfer des Zugunglücks konnten nicht mehr identifiziert werden. Insgesamt ruhen dort 113 Opfer des Zweiten Weltkrieges.
Im Jahre 1962 wurde dort eine Gedenkstätte errichtet und am 27. Mai desselben Jahres eingeweiht.
Der Bahnwärter Georg Weichselbaumer errichtete im Herbst 1945 an der Stelle des Unfalls ein schlichtes, inzwischen erneuertes, Betonkreuz. Das Kreuz trägt die Inschrift: „Hier starben am 16.7.1945 bei einem Zugunglück 96 deutsche Soldaten“.